# Fearless Movement
Fearless Movement è il quinto album in studio del sassofonista jazz statunitense Kamasi Washington, pubblicato il 3 maggio 2024 dalla Young.

## Tracce
1. Lesanu – 9:22
2. Asha the First (featuring Thundercat, Taj Austin and Ras Austin) – 7:46
3. Computer Love (featuring Patrice Quinn, DJ Battlecat and Brandon Coleman) – 9:26
4. The Visionary (featuring Terrace Martin) – 1:10
5. Get Lit (featuring George Clinton and D Smoke) – 3:26
6. Dream State (featuring André 3000) – 8:39
7. Together (featuring BJ the Chicago Kid) – 5:34
8. The Garden Path – 6:40
9. Road to Self (KO) – 13:25
10. Interstellar Peace (The Last Stance) – 5:04
11. Lines in the Sand – 7:25
12. Prologue – 8:19